# Zisi

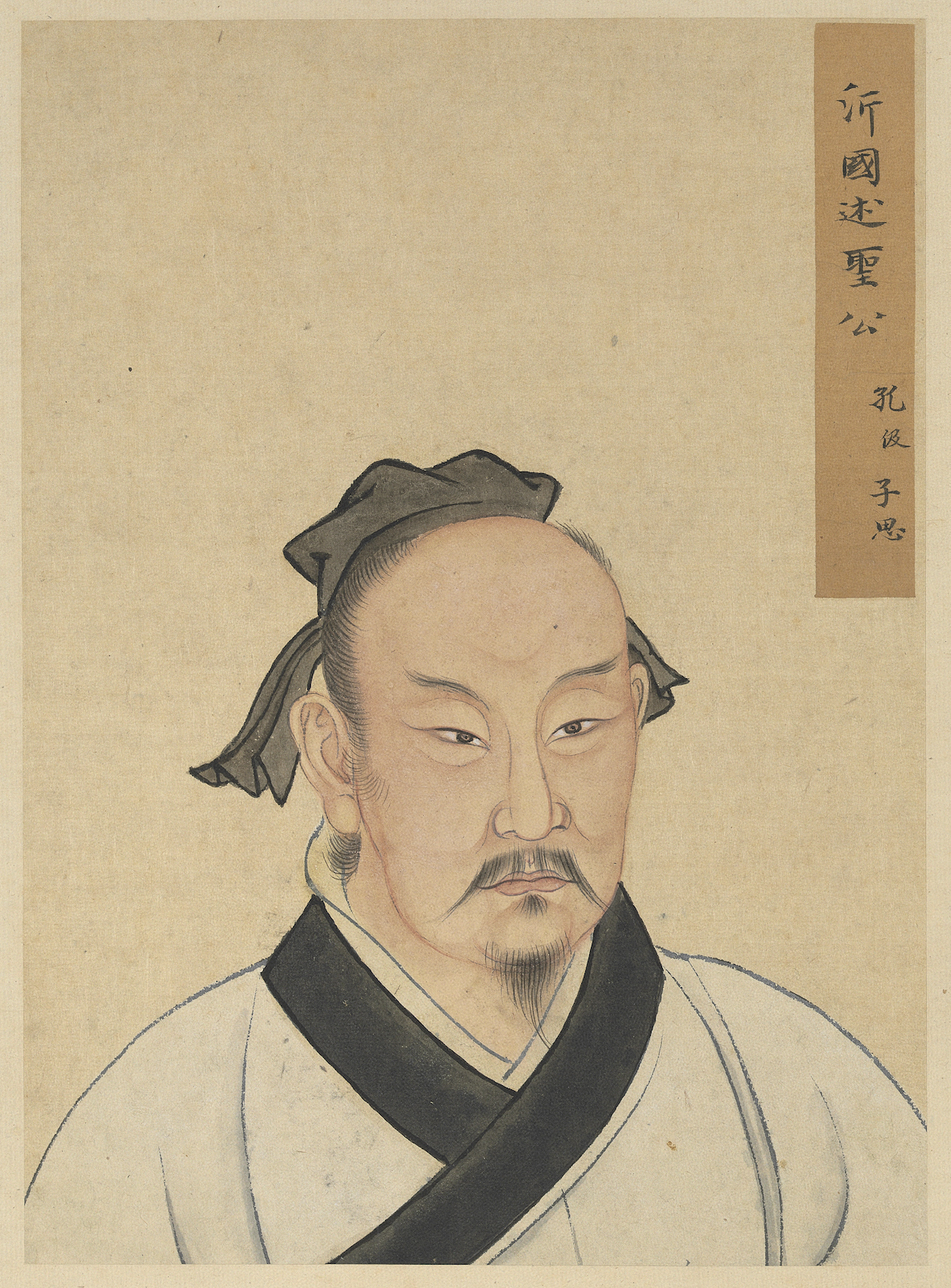
Retrato de Zisi.

Zisi (c. 481), nacido Kong Ji, fue un filósofo chino y nieto de Confucio.

## Genealogía intelectual, enseñanza y crítica
Zisi era hijo de Kong Li (孔鯉) (Boyu (伯鱼)) y el único nieto de Confucio. Se le atribuye tradicionalmente la transmisión de las enseñanzas confucianas a Mencio y la redacción de la Doctrina del Medio, Biaoji 表記, "Ziyi" (Las túnicas negras) 緇衣 y "Fangji" (El Registro de los Dikes) 坊記, actualmente capítulos del Liji. (Dado que las fechas de vida de Zisi no se superponen con las de Mengzi, se ha sugerido que el papel intermediario en la transmisión lo desempeñó Shi Shuo 世碩).

Mientras que su abuelo comenzó a distinguir entre el conocimiento verdadero y el supuesto, Zisi procedió a meditar sobre la relatividad del conocimiento humano del universo. Intentó analizar tantos tipos de acciones como fuera posible y creyó que las personas sabias y conscientes de sus deberes morales e intelectuales pueden copiar la realidad del universo en sí mismas.

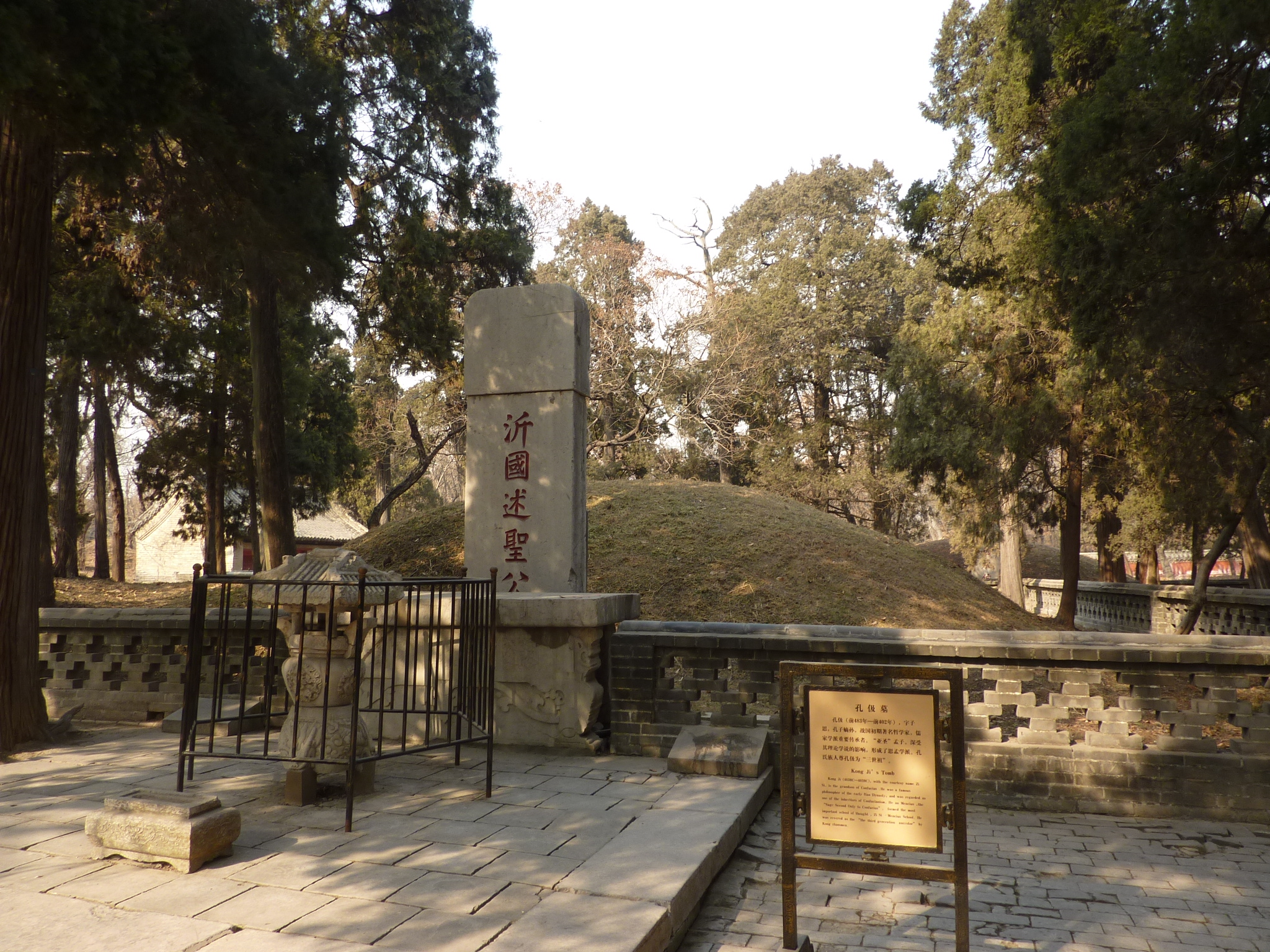
La tumba de Kong Ji en el cementerio de Confucio, Qufu.

A la par de Mencio, Zisi es atacado por Xunzi en su famoso capítulo "Contra los Doce Maestros". El objetivo del ataque de Xunzi es la enseñanza Wuxing. Según Zhang Binglin (1868-1936), Zisi intentó combinar la enseñanza confuciana con los principios de la numerología. Li Xueqin sugiere que esto se hizo bajo la influencia del texto que actualmente constituye el capítulo del "Gran Plan" (Hongfan) del Shangshu.
La versión existente del libro del mismo nombre se atribuye a Zisi. Fue compilado por Wang Zhuo (汪晫 Wāng Zhuó) de la dinastía Song, pero no se reconoce como auténtico. La edición más fiable fue realizada por Huang Yizhou (1828-1899), tomando las referencias de Shen Yue (441-513). Según Huang Yizhou, algunos aspectos del pensamiento de Zisi tienen paralelos con los de Huainanzi.

## Descubrimientos recientes
- Wuxing (texto), un descubrimiento arqueológico reciente que proporciona una nueva perspectiva sobre la enseñanza de Zisi.
- El duque Mu de Lu pregunta a Zisi 《魯穆公問子思》, un texto guodiano que trata sobre el concepto de "ministro leal" 忠臣 a través del diálogo entre Zisi y el joven duque Mu (fallecido en 377 a. C.).